# Laura Torrado
Laura Torrado (Madrid, 1967) fotógrafa y artista visual española. Con una fuerte influencia del teatro, su obra es introspectiva y centrada en la representación de lo femenino. Trabaja con diferentes medios y soportes como la fotografía, vídeo e instalación. Ha sido galardonada con el Premio Purificación García de Fotografía y el Premio de Artes Plásticas de la Comunidad de Madrid. 

## Trayectoria
En 1985, ingresó en la Facultad de Bellas Artes de la Universidad Complutense de Madrid (UCM) y recibió clases de fotografía de Cristina García Rodero. También estudió con el escultor, pintor y artista experimental japonés Mitsuo Miura. Se licenció en 1990 y ese mismo año consiguió una beca de la Fundación Peggy Guggenheim para una estancia en Venecia (Italia). Al año siguiente comenzó sus estudios de Doctorado en Bellas Artes. En 1992, se trasladó a Nueva York (Estados Unidos) para trabajar en el Departamento de Conservación del Museo Solomon R. Guggenheim y en el del Museum of Modern Art (MoMA) gracias a una beca Fulbright del Comité Conjunto Hispano Norteamericano, y continuó con su formación en la Escuela de Artes Visuales de Nueva York (SVA) y en la Universidad de Nueva York (NYU).
Regresó a Madrid en 1999 con una beca de la Casa de Velázquez de Madrid, donde continuó con sus exposiciones en la ciudad hasta trasladarse a Oporto (Portugal) con otra beca que le concedieron para la experimentación en el campo del reportaje fotográfico del Círculo de Bellas Artes. En el 2004, se implicó en elaboraciones audiovisuales con el documental Otros hogares, otras realidades, becado en la primera convocatoria de Artes Plásticas de la Caja de Ahorros del Mediterráneo (CAM). Uno de sus seminarios fue La representación de la mujer en la fotografía contemporánea, que impartió en el Máster de fotografía de la escuela EFTI de Madrid. También ha impartido clases en el Máster PHotoEspaña en fotografía de La Fábrica. Es profesora del Departamento de Arte de la Facultad de Bellas Artes de la Universidad de Castilla-La Mancha (UCLM).
En su obra utiliza objetos y materiales de naturaleza efímera o blanda, como papeles, telas, flores, plastilina o pelo que entablan un diálogo con el cuerpo y el rostro. Sus escenografías y puestas en escena de personajes denotan la influencia del teatro en su trabajo. Su obra, introspectiva y centrada en la representación de lo femenino, a modo de escenario en el que siempre suceden cosas, cuestiona los estereotipos establecidos. En esta línea se inscriben Hogares y silencios (2000), Las mil y una noches (2002), Masculino y poder (2003), Pequeñas historias bucólicas (2005) o Hammam (1995 y 2013). Busca “mover al espectador” y huir de las clasificaciones, plantear preguntas sobre cuestiones relacionadas con el género, por ejemplo, y una desviación irónica de las construcciones sociales. Es algo que se ve en otra fotografía también perteneciente a su serie Hammam, en la que un grupo de hombres aparecen ataviados con unos batines.
Su trabajo incorpora materiales efímeros o blandos —como papel, tela, flores, plastilina o pelo— en relación con el cuerpo y el rostro, y refleja una clara influencia teatral. Centrada en la representación de lo femenino, su obra cuestiona estereotipos y aborda temas de género desde una perspectiva introspectiva e irónica. Entre sus proyectos destacan Hogares y silencios (2000), Las mil y una noches (2002), Masculino y poder (2003), Pequeñas historias bucólicas (2005) y Hammam (1995 y 2013), serie en la que, por ejemplo, retrata a un grupo de hombres vestidos con batines. Su trabajo se ha expuesto en espacios de arte de Madrid, París (Francia) y Helsinki (Finlandia), entre otros.

## Exposiciones
- 1993 - Transhumances
- 1994 - Erased portraits
- 1995-2013 - Hammams. The Gallery of New South Wales de Sydney
- 2004 - The insides. Galeria Bacelos, Vigo
- 2006 - Pequeñas historias bucólicas
- 2013 - Vida suspendida (Still Life)
- 2013 - La oscuridad natural de las cosas. Retrospectiva Sala Canal de Isabel II. PHotoEspaña.[9][10]

## Publicaciones
- 2000 - Vanitas, canto líquido, Madrid, Casa de Velázquez.
- 2005 - Edita su primer libro de autor de la colección PhotoBolsillo Biblioteca de Fotógrafos Españoles de La Fábrica.
- 2008 - Edita su tercera publicación monográfica The Insides. Coediciones ArteDardo/Bacelos, Galicia.
- 2009 - The Insides, La Coruña, Artedardo.
- 2013 - La oscuridad natural de las cosas, Madrid, Publicaciones de la Comunidad Autónoma de Madrid.
- 2014 - Diccionario de fotógrafos españoles, La Fábrica.

## Reconocimientos
En 2000, Laura Torrado fue galardonada con el Premio Altadis de Artes Plásticas, uno de los más destacados en el ámbito nacional. En 2003, recibió dos  distinciones: el premio en la primera edición del concurso de fotografía Purificación García y el reconocimiento en la convocatoria inaugural de Artes Plásticas de la Caja de Ahorros del Mediterráneo (CAM). Su obra fue nuevamente valorada en 2008 con un premio en el certamen de Artes Plásticas del Museo de Pollensa, en las Islas Baleares. Y, dos años después, en 2010, fue seleccionada en el IV Premio Internacional de Fotografía Contemporánea Pilar Citoler, otorgado por la Fundación Rafael Botí en Córdoba, consolidando así su presencia en el panorama del arte contemporáneo.